# Bill Slater (biochemicus)
Edward Charles (Bill) Slater (Melbourne, 16 januari 1917 − Painswick, 26 maart 2016) was een Australische biochemicus werkzaam aan de Universiteit van Amsterdam.

## Biografie
Slater werd geboren in Australië, behaalde zijn PhD aan Cambridge University en kwam in 1953 naar Nederland. In 1955 sprak hij aan de Universiteit van Amsterdam zijn inaugurele rede uit na zijn benoeming tot hoogleraar. Hij werd daar hoofd van het Laboratorium voor Biochemie. Op 8 januari 1975 sprak hij een rede uit tijdens de 343e Dies Natalis van de Universiteit van Amsterdam. Daarnaast was hij hoofdredacteur van het tijdschrift Biochemica et Biophysica Acta dat onder zijn leiding uitgroeide tot een van de belangrijkste wetenschappelijk tijdschriften ter wereld op zijn vakgebied en waarvan hijzelf de geschiedenis schreef. Hij had talloze nevenfuncties en was onder andere bestuurslid en voorzitter van het Genootschap ter bevordering van Natuur-, Genees- en Heelkunde dat hem in 1984 de Genootschapsmedaille uitreikte, een medaille die eens in de tien jaar wordt uitgereikt. Hij was lid van de KNAW. Zowel bij zijn 60e als 80e verjaardag verschenen feestbundels te zijner ere. Hij was doctor honoris causa aan de University of Southampton en Ridder in de Orde van de Nederlandse Leeuw. Prof. dr. E.C. Slater overleed op 99-jarige leeftijd in Groot-Brittannië.